# كهف باليكا
كهف باليكا (بالتركية: Ballıca Mağarası)‏ هو كهف صغير يقع في تركيا.